# Pansfelde

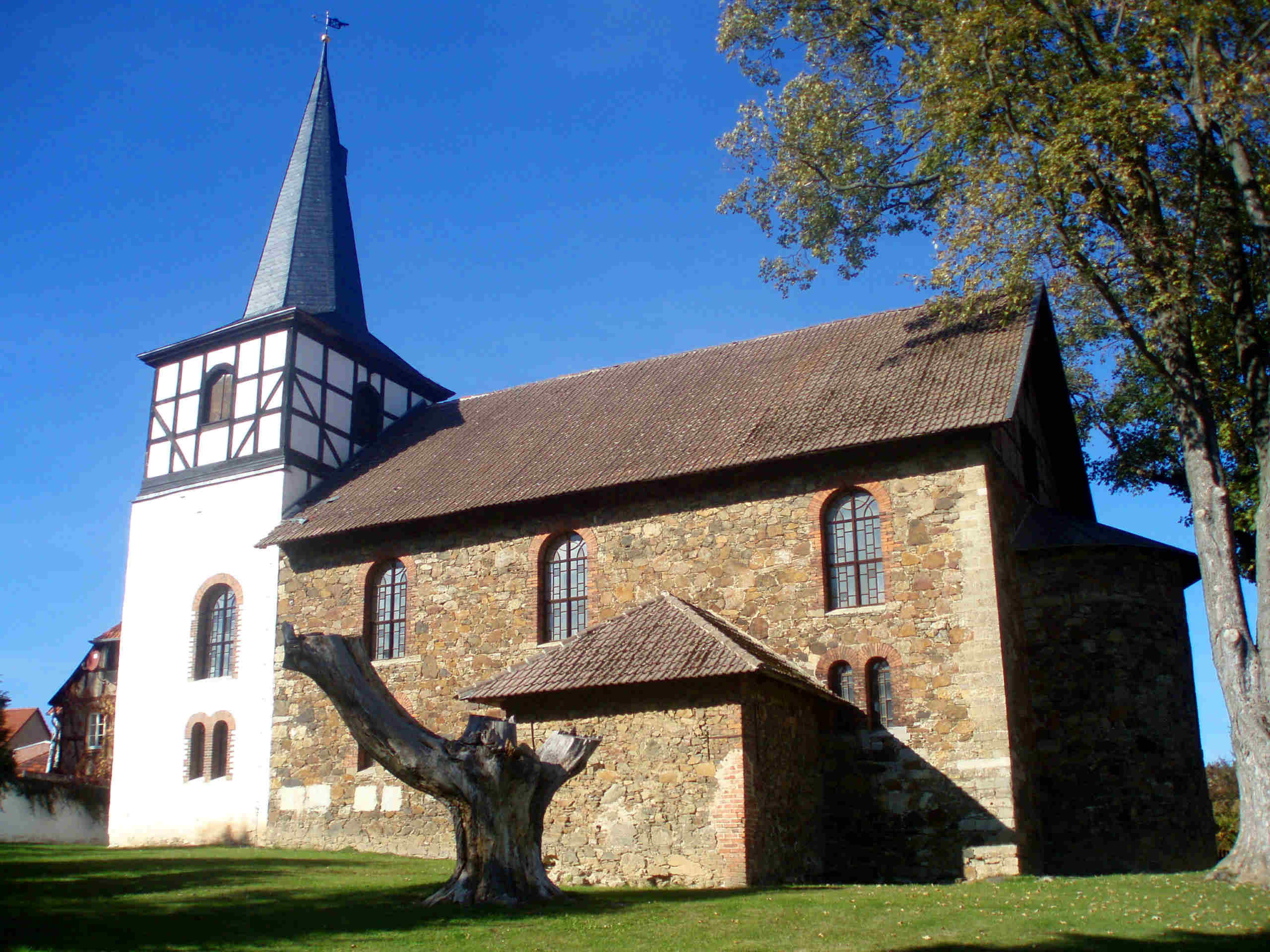
St.-Johannis-Kirche Pansfelde

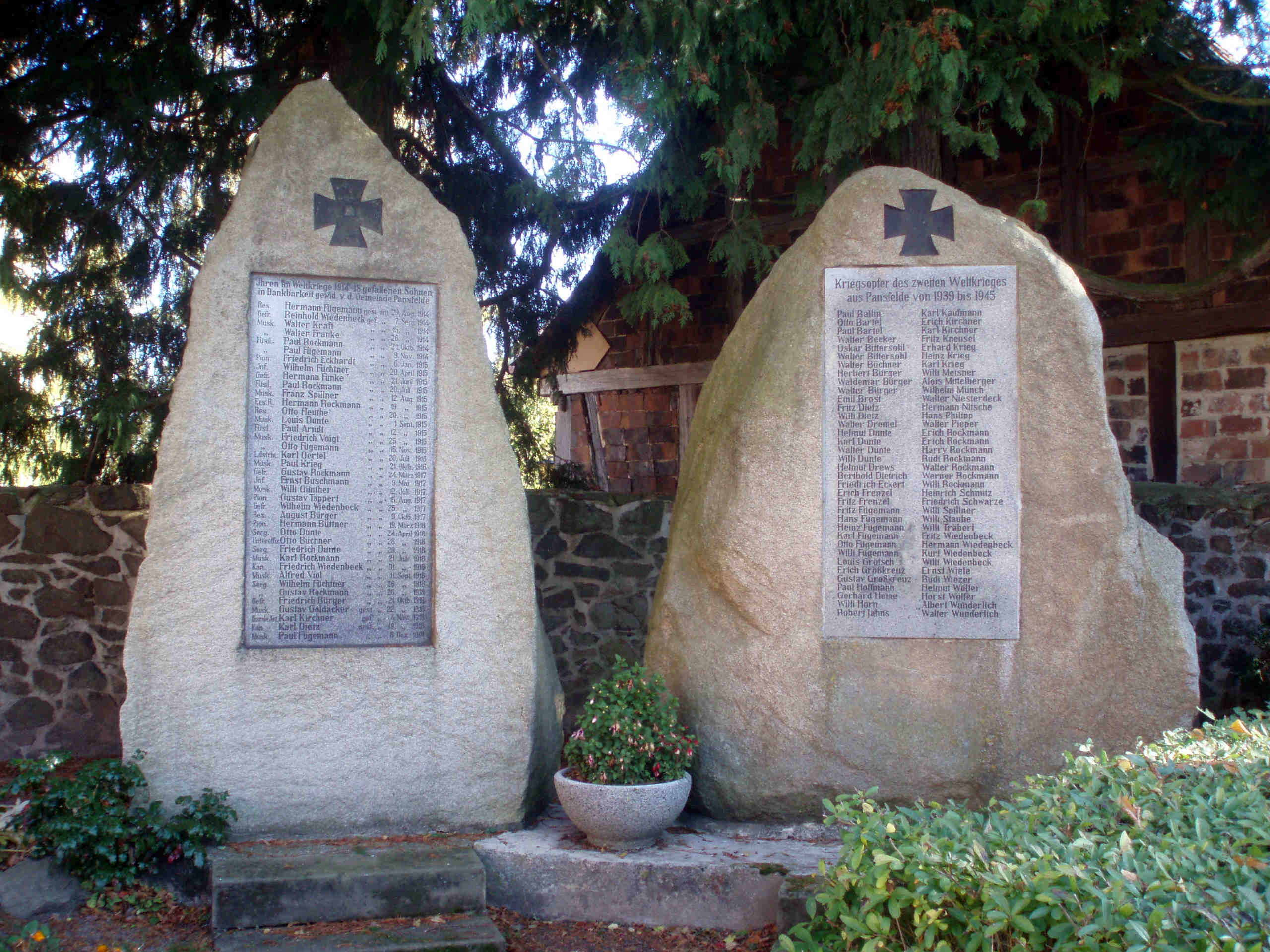
Kriegerdenkmal

Pansfelde ist ein Ortsteil der Stadt Falkenstein/Harz im Landkreis Harz in Sachsen-Anhalt.

## Geografie
Pansfelde liegt im südöstlichen Teil des Landkreises Harz und grenzt unmittelbar an die Nachbarkreise Mansfeld-Südharz und Salzlandkreis auf den Höhen des Unterharzplateaus, einer landwirtschaftlich genutzten Hochfläche von Wald umgeben. Die Landschaft zwischen den Wegstationen Leinemühle und Gartenhaus, wo in früheren Zeiten Chausseegeld erhoben wurde, besteht aus Mischwäldern, Äckern und Weiden im Schwennecketal.

## Geschichte
Pansfelde wurde erstmals urkundlich im Jahre 1276 unter dem Namen „Pamesvelde“ erwähnt.
Die Geschichte des Dorfes und seine Bewohner sind eng mit der Burg Falkenstein verbunden. Die Vorfahren der heute rund 570 Einwohner dienten auf der Burg, verteidigten sie, arbeiteten als Land- und Waldarbeiter oder in den Mühlen und bei der Jagd. Nach dem Erlöschen der Falkensteiner Grafen 1332 fiel der Ort wohl zunächst wüst und wurde erst auf Veranlassung des neuen Ortsherrn Johann VIII. von der Asseburg in den 1540er Jahren neu besiedelt.
Am 1. Januar 2002 bildete Pansfelde mit der Stadt Ermsleben und fünf weiteren Orten die neue Stadt Falkenstein/Harz.

## Sehenswürdigkeiten
Die aus Bruchsteinen erbaute Patronatskirche St. Johannis und das Pfarrhaus, eines der wenigen noch erhaltenen Fachwerkhäuser des Ortes, stehen unter Denkmalschutz. Ortsbildbestimmend ist das ehemalige Rittergut der Falkensteiner Grafen. Auf dem Gelände der ehemaligen Schäferei steht ein Gedenkstein, der an die Geschehnisse des Revolutionsjahres 1848 erinnert. In einer Anlage stehen Namenstafel und Denkmal zur Erinnerung an die Opfer der beiden Weltkriege.
Zudem sind die Burg Falkenstein, der Burgstall Alter Falkenstein, der legendenumwobene Klusberg, die Burgruine Anhalt als Stammsitz der Askanier und der Landschaftspark Degenershausen beim nordöstlich gelegenen Wieserode sehenswert.

## Persönlichkeiten
- Wilhelm Anz (1904–1994), Philosoph